# Bürgermeisterei Irsch (Landkreis Trier)
Die Bürgermeisterei Irsch im Landkreis Trier im Regierungsbezirk Trier in der preußischen Rheinprovinz war eine Bürgermeisterei mit acht Dörfern, zwei Höfen, acht Mühlen, 180 Feuerstellen und 1325 Einwohnern (Stand: 1828).
Dazu gehörten die Orte Irsch, Kernscheid, Hockweiler, Gusterath, Filsch, Corlingen, Tarforst und Gutweiler mit den zwei Höfen Sommerau.
Ende des 19. Jahrhunderts wurden die Bürgermeistereien Irsch und Schöndorf zur Bürgermeisterei Irsch-Schöndorf in Wilzenburg vereinigt.